# Rafflesia
「Rafflesia」（ラフレシア）はSOLIDEMOの楽曲で、3枚目のシングル。2015年1月14日発売。

## 概要
「CD+DVD SOLID盤」、「CDシングル EMO盤」、「mu-moショップ＆イベント会場限定ミュージックカード」の3形態で発売。
「Rafflesia」は2014年11月2日 SOLIDEMO LIVE vol.58にてファンに初披露された。また、同曲は2014年10月よりフジテレビで放送されているドラマ『ファーストクラス』のオープニングテーマとなっている。ただし発売はドラマ放送終了後のタイミングとなった。

「サヨナラと言えなくて」は2013年11月21日 SOLIDEMO LIVE vol.16にてファンに初披露された。また、同曲はSOLIDEMOが兄貴と慕う事務所の先輩紘毅が作詞をしている。初披露されたSOLIDEMO LIVE vol.16ではサプライズとして紘毅によるメッセージ映像が映され、その温かい言葉にファンが涙した。その後、紘毅と共演の際はアコースティックバージョンなども披露している。

## 収録内容

### [CD+DVD] SOLID盤
品番：AVCD-83144/B
CD
1. Rafflesia
作詞：H.U.B.　作曲：doubleglass　編曲：doubleglass
2. サヨナラと言えなくて
作詞：紘毅　作曲：Kenji Kabashima　編曲：Kenji Kabashima / WolfJunk
3. Rafflesia(Instrumental)
4. サヨナラと言えなくて(Instrumental)

DVD
1. Rafflesia(Music Video)
2. Rafflesia(Off Shot)

### [CDシングル] EMO盤
品番：AVCD-83145
1. Rafflesia
2. サヨナラと言えなくて

### [ミュージックカード] mu-moショップ＆イベント会場限定【8枚セット】
品番：AQZ1-76815〜76822
1. Rafflesia

### [ミュージックカード]
品番：渡部俊英 AQZ1-76815、向山毅 AQZ1-76816、佐々木和也 AQZ1-76817、佐脇慧一 AQZ1-76818、中山優貴 AQZ1-76819、木全寛幸 AQZ1-76820、山口智也 AQZ1-76821、手島章斗 AQZ1-76822
1. Rafflesia

## タイアップ
| 起用年 | 楽曲      | タイアップ                                                     |
| ------ | --------- | -------------------------------------------------------------- |
| 2014年 | Rafflesia | フジテレビ 『ファーストクラス』テーマソング（2014年10月-12月） |

## イベント

### ワンマンライブ
| 日程                                                      | 公演名                  | 会場                | 備考 |
| --------------------------------------------------------- | ----------------------- | ------------------- | --- |
| 2014年11月2日・6日・16日・20日・12月4日・14日・18日・31日 | SOLIDEMO LIVE vol.58-67 | SHIBUYA DESEO       | 会場限定予約特典会開催。SOLID盤・EMO盤・ミュージックカード予約者は握手券1枚、ミュージックカード8枚セット予約者はグループショット撮影券1枚を配布。また、購入金額1000円毎にスタンプカードに捺印し、30個貯まるとメンバー直筆サイン入りポスターカレンダープレゼント。ポスターカレンダーのお渡し開始は12/18より。 |
| 2015年2月1日                                              | SOLIDEMO LIVE OSAKA     | 大阪阿倍野 ROCKTOWN | 会場限定購入特典会開催。SOLID盤・EMO盤・ミュージックカード購入者は握手券1枚、ミュージックカード8枚セット購入者はグループショット撮影券1枚を配布。 |
| 2015年2月7日                                              | SOLIDEMO LIVE NAGOYA    | 伏見JAMMIN'         | 会場限定購入特典会開催。SOLID盤・EMO盤・ミュージックカード購入者は握手券1枚、ミュージックカード8枚セット購入者はグループショット撮影券1枚を配布。 |
| 2015年2月24日                                             | SOLIDEMO LIVE GUNMA     | 高崎clubFLEEZ       | 会場限定購入特典会開催。SOLID盤・EMO盤・ミュージックカード購入者は握手券1枚、SOLIDEMO 1st ANNIVERSARY LIVEチケットもしくはグッズ5000円以上購入者に撮影券1枚を配布。 |
| 2015年3月6日                                              | SOLIDEMO LIVE TOCHIGI   | HEAVEN'S ROCK宇都宮 | 会場限定購入特典会開催。SOLID盤・EMO盤購入者は握手券1枚、SOLIDEMO 1st ANNIVERSARY LIVEチケットもしくはグッズ5000円以上購入者に撮影券1枚を配布。 |
| 2015年3月18日                                             | SOLIDEMO LIVE CHIBA     | 柏PALOOZA           | 会場限定購入特典会開催。SOLID盤・EMO盤購入者は握手券1枚、SOLIDEMO 1st ANNIVERSARY LIVEチケットもしくはグッズ5000円以上購入者に撮影券1枚を配布。 |

### プロモーションイベント
| 日程           | 公演名                                                                           | 会場                     | 備考                                                                                     |
| -------------- | -------------------------------------------------------------------------------- | ------------------------ | ---------------------------------------------------------------------------------------- |
| 2014年11月22日 | 「Rafflesia」発売記念イベント＠イオンモール土浦（茨城県）                        | イオンモール土浦         | 2部制。ミニライブ+特典会。（握手会・グループショット撮影会）                             |
| 2014年11月23日 | 「Rafflesia」発売記念イベント＠アリオ鷲宮（埼玉県）                              | アリオ鷲宮               | 2部制。ミニライブ+特典会。（握手会・グループショット撮影会）                             |
| 2014年11月24日 | 「Rafflesia」発売記念イベント＠イオンモール広島府中（広島県）                    | イオンモール広島府中     | 2部制。ミニライブ+特典会。（握手会・グループショット撮影会）                             |
| 2014年12月7日  | 「Rafflesia」発売記念イベント＠アキバソフマップ（東京都）                        | アキバソフマップ1号館    | トーク+特典会。（握手会・グループショット撮影会）                                        |
| 2014年12月20日 | 「Rafflesia」発売記念イベント@松本カタクラモール（長野県）                       | 松本カタクラモール       | 2部制。ミニライブ+特典会。（握手会・グループショット撮影会）                             |
| 2014年12月23日 | 「Rafflesia」発売記念イベントXmas SP@イトーヨーカドー東大和店（東京都）          | イトーヨーカドー東大和店 | 2部制。ミニライブ+特典会。（カレンダーお渡し会・握手会・グループショット撮影会）         |
| 2014年12月28日 | 「Rafflesia」発売記念イベント@イオンモール春日部（埼玉県）                       | イオンモール春日部       | 2部制。ミニライブ+特典会。（握手会・グループショット撮影会）                             |
| 2015年1月4日   | 「Rafflesia」発売記念イベント新春SP@PREMIRE YOKOHAMA 7F PREMIRE HALL（神奈川県） | PREMIRE HALL             | 2部制。ミニライブ+特典会。（握手会・グループショット撮影会・ポスターカレンダーお渡し会） |
| 2015年1月10日  | 「Rafflesia」発売記念イベント@モラージュ佐賀（佐賀県）                           | モラージュ佐賀           | ミニライブ+特典会。（握手会・グループショット撮影会・ポスターカレンダーお渡し会）        |
| 2015年1月10日  | 「Rafflesia」発売記念イベント@筑紫野ベレッサ（福岡県）                           | 筑紫野ベレッサ           | ミニライブ+特典会。（握手会・グループショット撮影会・ポスターカレンダーお渡し会）        |
| 2015年1月12日  | 「Rafflesia」発売直前イベント@モザイクモール港北（神奈川県）                     | モザイクモール港北       | 特典会。（握手会・グループショット撮影会・ポスターカレンダーお渡し会）                   |
| 2015年1月17日  | 「Rafflesia」発売記念イベント@Live Cafe以心伝心（東京都）                        | Live Cafe以心伝心        | 特典会。（握手会・グループショット撮影会・ポスターカレンダーお渡し会）                   |

### その他イベント
| 日程           | 公演名                                                                                       | 会場                          | 備考                                                                                      |
| -------------- | -------------------------------------------------------------------------------------------- | ----------------------------- | ----------------------------------------------------------------------------------------- |
| 2014年11月8日  | oricon Sound Blowin’ 2014～autumn～                                                          | TSUTAYA O-EAST                | ライブ後特典会（握手会）                                                                  |
| 2014年11月22日 | SOLIDEMO スペシャルミニライブ＠コクーン新都心（埼玉県）                                      | コクーン新都心 コクーンプラザ | 2部制。ミニライブ+特典会。（握手会・グループショット撮影会）                              |
| 2014年11月30日 | 長沼静きもの学院2014学院祭「Dreams」                                                         | 大阪ビジネスパーク円形ホール  | ゲスト出演後特典会。（握手会）                                                            |
| 2014年12月21日 | Sweet Christmas Trick!（サンシャインストリートステージ）                                     | 池袋サンシャインシティ        | ゲスト出演後特典会。（握手会・グループショット撮影会・ポスターカレンダーお渡し会）        |
| 2014年12月27日 | ウタ男子 Happy New Year2015                                                                  | ラフォーレミュージアム六本木  | 2部制。ライブ出演後特典会。（握手会・グループショット撮影会・ポスターカレンダーお渡し会） |
| 2015年1月31日  | イジゲンMATCH vol.2 ～ CROSS OVER 男爵WORLD ～                                               | ラフォーレミュージアム六本木  | ライブ出演後特典会。（握手会・グループショット撮影会・ポスターカレンダーお渡し会）        |
| 2015年2月8日   | SOLIDEMO スペシャルミニライブ＠イトーヨーカドー東大和店（東京都）                            | イトーヨーカドー東大和店      | 2部制。ミニライブ出演後特典会。（握手会）                                                 |
| 2015年2月11日  | SOLIDEMO スペシャルミニライブ＠アリオ市原（千葉県）                                          | アリオ市原                    | 2部制。ミニライブ出演後特典会。（握手会）                                                 |
| 2015年2月22日  | SOLIDEMO スペシャルミニライブ＠イオンレイクタウンmori（埼玉県）                              | イオンレイクタウンmori        | 2部制。ミニライブ出演後特典会。（握手会）                                                 |
| 2015年3月8日   | SOLIDEMO スペシャルミニライブ＠イオンモール佐野新都市（群馬県）                              | イオンモール佐野新都市        | 2部制。ミニライブ出演後特典会。（握手会・グループショット撮影会）                         |
| 2015年4月4日   | イトーヨーカドー presents 東京ガールズコレクションミニファッションショー＆スペシャルイベント | イトーヨーカドー アリオ八尾店 | ミニライブ出演後特典会。（握手会）                                                        |